# Custard Pie
"Custard Pie" é uma canção da banda britânica de rock Led Zeppelin. Foi lançada em 24 de fevereiro de 1975, no sexto álbum de estúdio da banda, Physical Graffiti. A letra da canção e o riff pesado é uma homenagem às canções de blues de Robert Johnson, especificamente "Drop Down Mama", de Sleepy John Estes, "Shake 'Em On Down" de Bukka White, e "I Want Some Of Your Pie" de Blind Boy Fuller.
As letras são um pouco difíceis de se compreender, mas, assim como várias outras músicas do álbum, eles estão cheios de insinuação sexual. Neste caso, "Custard Pie" refere-se aos órgãos sexuais da mulher e é repleta de referências a sexo oral: "Sua torta de creme, eu declaro, é doce e boa / Quando você cortar, querida, guarde um pedaço para mim", bem como "eu mordo um pedaço da sua torta de creme".
"Custard Pie" apresenta um solo wah-wah do guitarrista Jimmy Page, que foi tocado através de um sintetizador ARP. Também possui um clavinete elétrico interpretado por John Paul Jones e um solo de gaita do vocalista Robert Plant.
Apesar de ter sido ensaiada para uma turnê nos Estados Unidos em 1977, nunca foi completamente tocada ao vivo em shows do Led Zeppelin. A banda brevemente realizou uma parte da música como parte de seu set acústico durante um show em Houston, Texas, em 21 de maio de 1977.
Nos últimos anos, Robert Plant incorporou um refrão da música no final da versão ao vivo de sua canção solo, "Tall Cool One". Page também produziu sua própria versão ao vivo em sua turnê Outrider. Page e Plant finalmente cantaram a música completa juntos de vez em quando, em 1996, enquanto estavam em sua turnê por trás do álbum No Quarter: Jimmy Page and Robert Plant Unledded. Em 1999, Page novamente cantou a música, desta vez, enquanto em sua turnê com The Black Crowes. A versão de "Custard Pie" realizado por Page e The Black Crowes pode ser encontrada no álbum Live at the Greek.

## Formato e lista da trilha
1975 7" single (Thailand: Atlantic TKR 278)
- A1. "Custard Pie" (Page, Plant) 4:13
- A2. "Boogie with Stu" (Bonham, Jones, Page, Plant, Stewart, Mrs. Valens) 3:51
- B.  "Trampled Under Foot" (Jones, Page, Plant) 5:35

## Crédito
- Robert Plant - vocais
- Jimmy Page - guitarra
- John Paul Jones - baixo, guitarra e clavinete
- John Bonham - bateria

## Ligações Externas
- «Página oficial do Led Zeppelin» (em inglês)